# لاباروم

لاباروم کنستانتین اول، بازسازی شده از تصویر بر روی یک فولیس ضرب شده در ج. ۳۳۷. سه نقطه نشان دهنده «مدال» است که گفته می‌شود پرتره‌های کنستانتین و پسرانش را نشان می‌دهد.

لاباروم (یونانی: λάβαρον) یک وکسیلوم (بیرق یا پرچم نظامی) بود که نماد «کای-رو» ☧ را نشان می‌داد، یک کریستوگرام که از دو حرف اول الفبای یونانی کلمه عیسی به زبان یونانی تشکیل شده بود. ΧΡΙΣΤΟΣ، یا Χριστός – خی Chi (χ) و Rho رو (ρ). اولین بار توسط امپراتور روم کنستانتین بزرگ استفاده شد.